# Porosz–osztrák–dán háború
A porosz–osztrák–dán háború, más néven második schleswig-holsteini háború 1864-ben az észak-német Schleswig-Holstein tartományok miatt kirobbant háború, amelyet az Osztrák Császárság és Poroszország szövetsége vívott a Dán Királyság ellen. A Németország egyesítéséhez vezető három nagy katonai konfliktus egyike.

## Előzmények
A két hercegség, Schleswig és Holstein már 1460 óta perszonálunióban állt a Dán Királysággal. A dán király annak idején biztosította a két országot, hogy semlegesek maradhatnak. A 19. században azonban Dánia a homogén nemzetállam kialakítására törekedett és meg akarta szüntetni a hercegségek autonómiáját. A németek ennek ellenálltak, s be akarták vonni az Schleswiget is a Német Szövetségbe, melyhez 1815-ben csupán Holstein csatlakozott.
A két hercegség fölötti rendelkezés megtartásáért 1848 és 1852 között Dánia három éven át tartó háborút vívott a poroszokkal, a német szövetségi csapatokkal és a schleswig-holsteiniekkel. 1852-ben az Oroszország, Nagy-Britannia, Svédország, Habsburg Birodalom, Franciaország és Poroszország által létrehozott londoni jegyzőkönyv garantálta a hercegségek függetlenségét, de továbbra is fenntartotta a dán királyhoz kötött perszonáluniót.

## A casus belli
IX. Keresztély dán király 1863-ban felelevenítette a német hercegségek Dániába való betagolását és az erőszakos dánosítását. Ez nagy felzúdulást keltett és a Német Szövetség népfelkelésre buzdított. A további intézkedések szinte valamennyi német államot Dánia ellen hangolták.

### Álláspont Ausztria részéről
A Habsburg Birodalom ekkor még a solferinói vereség okozta zűrzavart emésztette. A két hercegség ügye kapóra jött Ferenc Józsefnek.
Bécs elöljárói követelték, hogy a császár nyújtson akár fegyveres segítséget Schleswig-Holsteinnek. A császár ígéretet tett a segítségre és „a hercegségek alkotmányos privilégiumainak” megőrzésére, de ugyanakkor arra is figyelmeztetett, hogy „a városi elöljáróság ahelyett, hogy távoli területeknek az ő hatáskörükön kívül eső politikai kérdéseivel foglalkozna, jobban tenné, ha saját dolgával törődne.” (Idézet Franz Herre: Ferenc József élete és kora c. könyvéből).
Ferenc József elutasította a népfelkelés gondolatát, és a londoni jegyzőkönyv paragrafusaira hivatkozott, amely legjobb esetben a Német Szövetség katonai erejét hagyta volna jóvá egy háború esetén. Mindenesetre Ferenc József sok politikai előnyt remélt egy küszöbön álló osztrák–dán háborútól, amelyről úgy gondolta, a gyönge ellenféllel vívott háború az ő győzelmével végződne, s ez levezethetné volna az 1859-es itáliai vereség okozta feszültségeket, és helyreállíthatná saját uralkodói presztízsét.

### Poroszország álláspontja
Ausztria beleegyezett abba, hogy szász és hannoveri csapatok fogjanak hadműveletekbe, de csak a szövetséghez tartozó Holsteint szállták meg.
Otto von Bismarck is követelte Keresztély király rendelkezéseinek visszavonását és a hercegségek függetlenségének tiszteletben tartását. Természetesen a kancellár mindenképp azt akarta, hogy Poroszországhoz kerüljenek. Az osztrákok – akik éppúgy a német egység megvalósítására törtek – szintén meg akarták szerezni a területet, de hajlottak a poroszokkal való együttműködésre, mert a Német Szövetség katonailag túl gyenge volt a háborúhoz.
Von Bismarck a Habsburg Birodalmat maga mellé kívánta állítani, de emögött olyan számítás húzódott meg, hogy az osztrákok folytassák le a háborút helyettük, Bécs majd elismeri Berlin egyenrangúságát, elhatárolódik a Német Szövetségtől, amely Ausztria nélkül már gyenge lesz Poroszországgal szemben. Továbbá talán sikerül az osztrákok ellen fordítani a többi német államot, tompítva ezzel a Hohenzollernekkel szembeni ellenszenvet. Ezzel a háborúval Bismarck gyakorlatilag már a későbbi porosz–osztrák háborút készítette elő.

### Ausztria és Poroszország szövetségben
Von Bismarck kancellár Ferenc József császárt közös fellépésre szólította fel Keresztély dán király ellen. A megkötött szerződésben – noha a Habsburg Birodalom igyekezett biztosítékot szerezni a közös annexió érdekében – semmibe vették a jogi normákat, így figyelmen kívül hagyhatták a porosz–osztrák fellépést ellenző Német Szövetség határozatait.

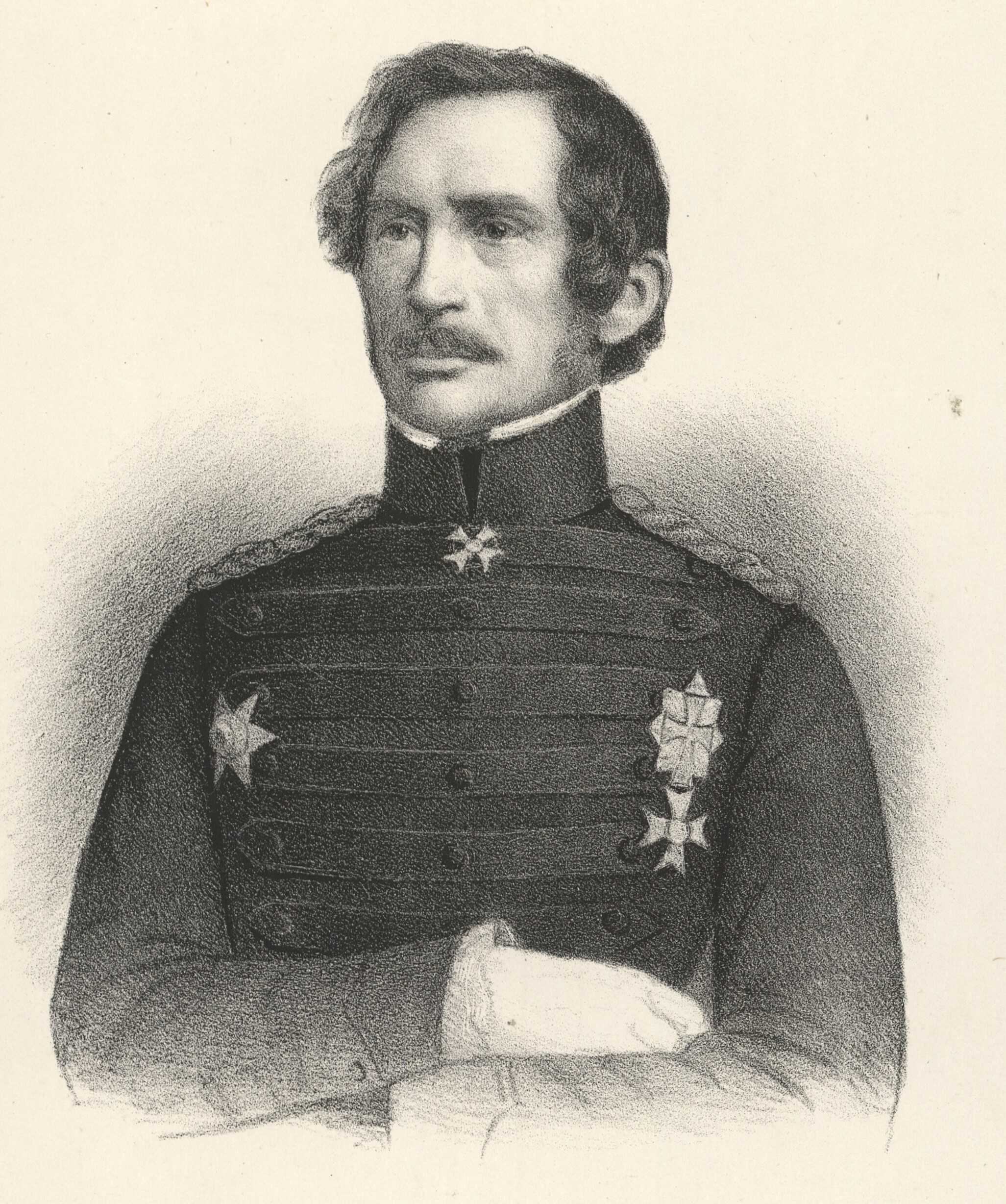
Christian Julius de Meza altábornagy, dán haderő-főparancsnok
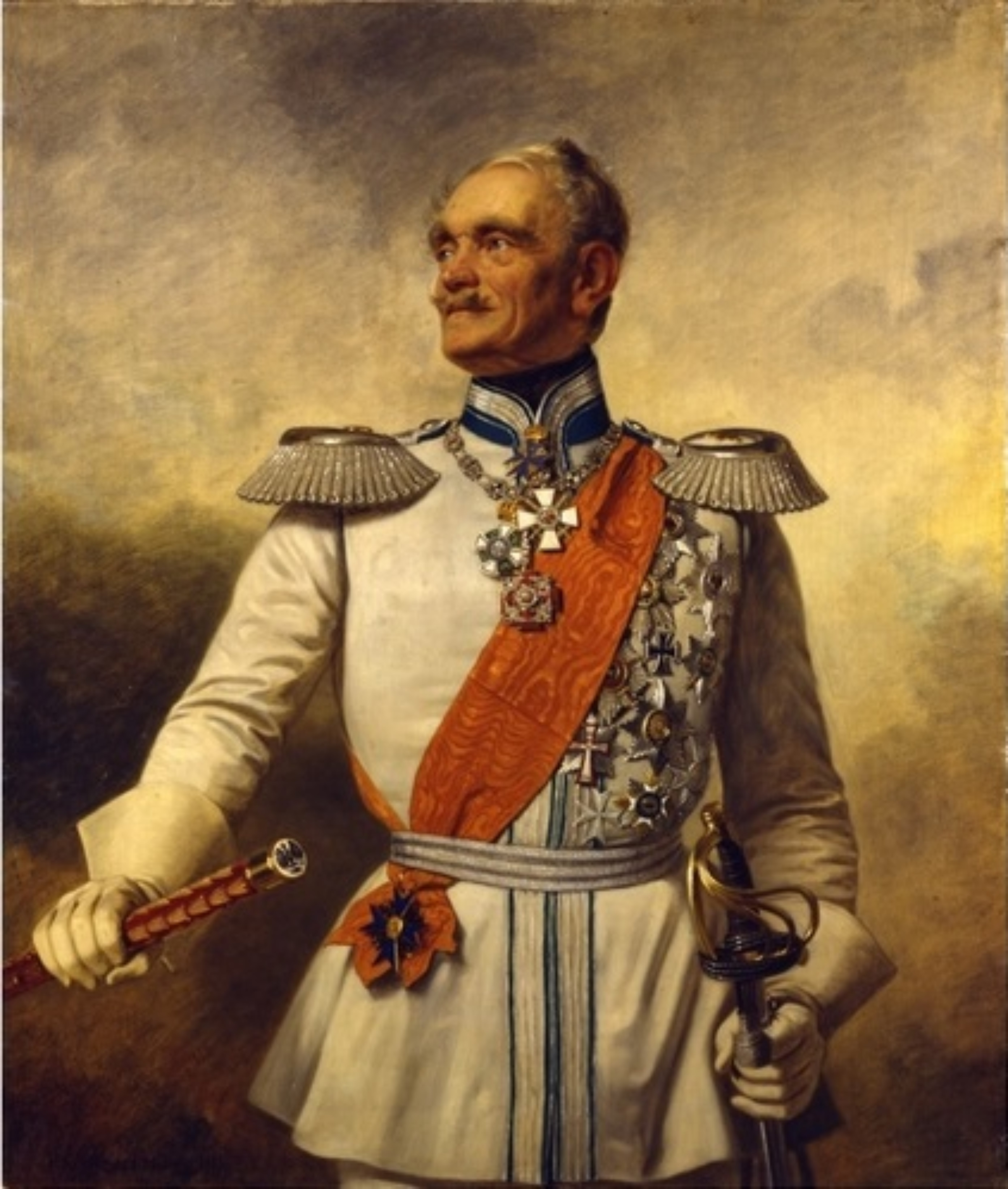
Friedrich von Wrangel porosz tábornagy, szövetséges főparancsnok
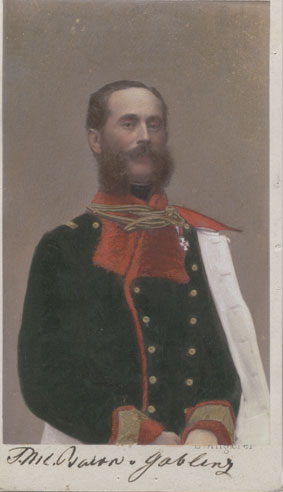
Ludwig Karl Wilhelm von Gablenz osztrák lovassági tábornok
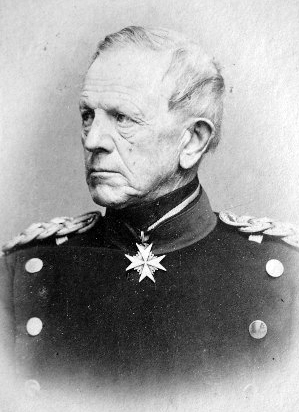
Helmuth Karl Bernhard von Moltke vezérőrnagy, szövets. vezérkari főnök

## A háború lefolyása

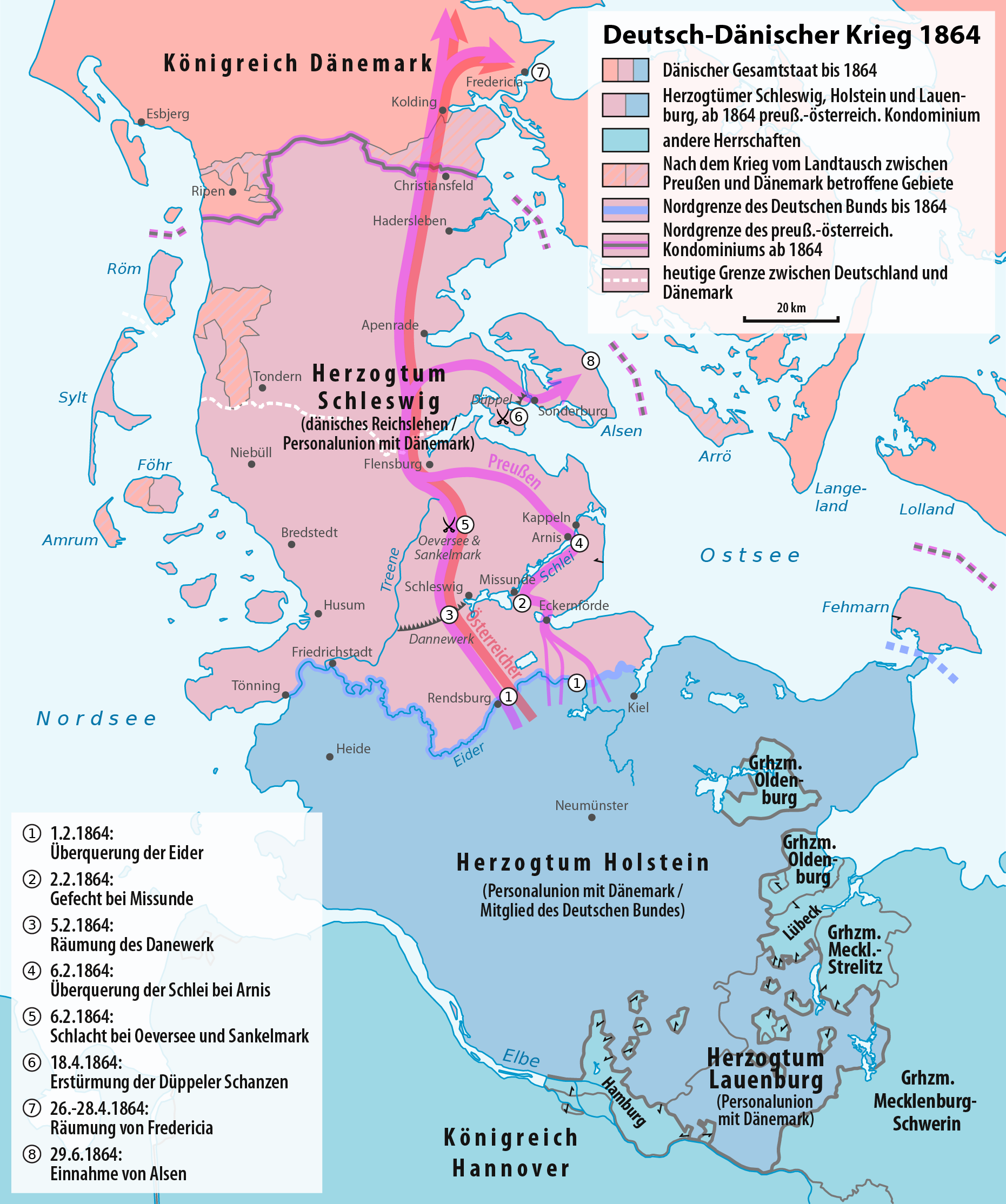
A hadiesemények térképe

### A haderők felvonulása
1864. január 16-án Ausztria és Poroszország felszólította Dániát, hogy vonja vissza minden eddigi intézkedéseit, melyet Schleswig-Holstein hercegségek állami önállóságának megszüntetésére és az országba való betagolására tesz, ami a londoni jegyzőkönyv határozataival ellentétben áll. Dánia ezt visszautasította.

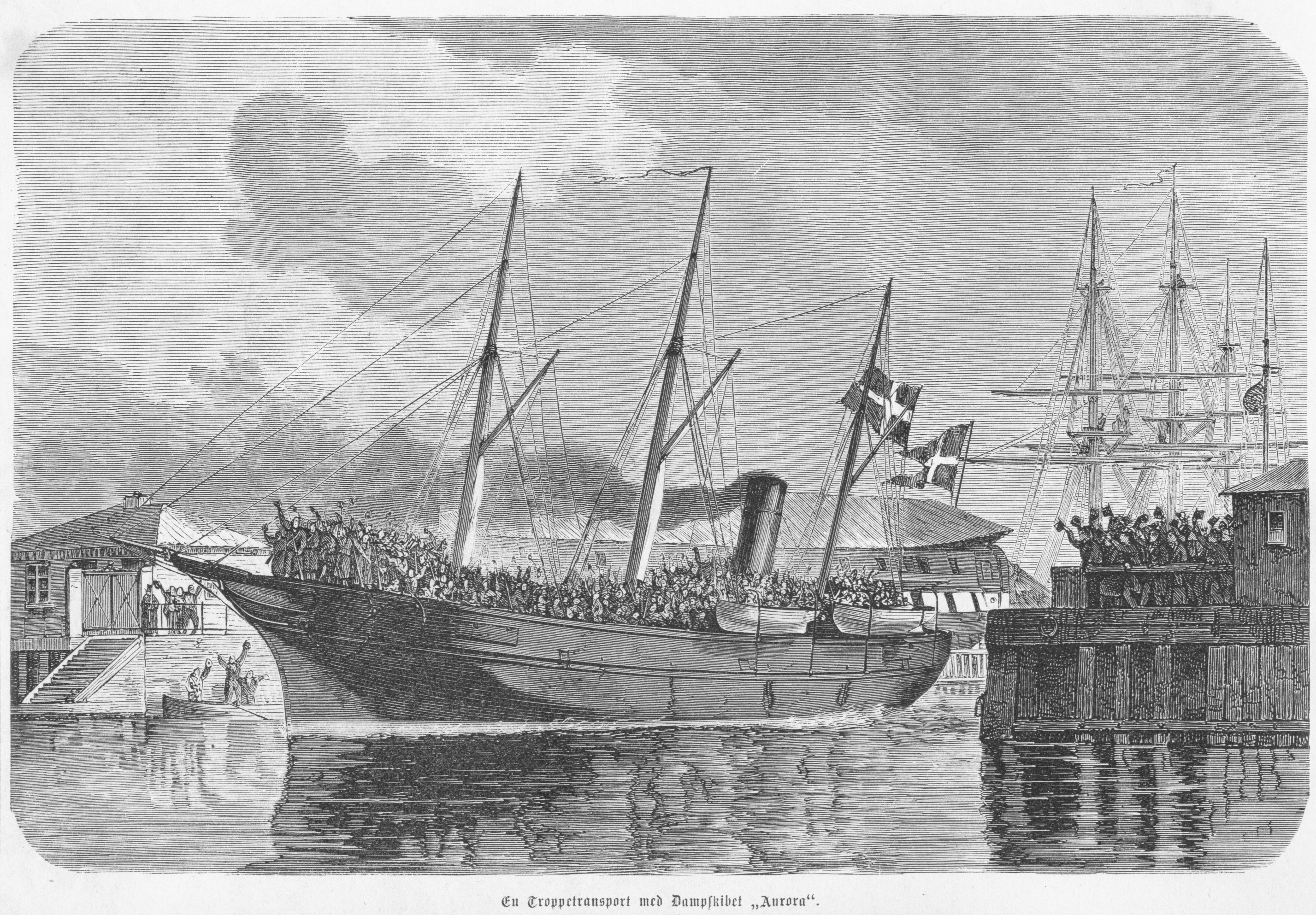
Dán csapaterősítéseket szállító gőzhajó

Ludwig von Gablenz báró vezetésével egy 29 000 főnyi osztrák sereg, a cs.-kir. grazi 6. Hadtest (k.u.k. 6. Armeekorps) indult el Schleswig-Holsteinbe. A császári haderő felét képezték osztrákok, másik felét magyar, cseh és lengyel katonák alkották, míg a lovasdandár teljesen osztrák volt. A Magyarországon állomásozó csapattestek közül több huszárezredet, vagy századot, illetve 34. kassai és 72. pozsonyi gyalogezredet állították be a dániai hadjáratba, ahol a magyarokon kívül jelentékeny számban még szlovákok is voltak. Részt vett továbbá a dán háborúban a 6. dél-magyarországi ezred, ahol szintén számos horvát vagy szerb nemzetiségű sorkatona akadt. Az Északi-tengerre egy osztrák hajóraj is indult, ezeknek tengerészei is zömmel olaszok és horvátok voltak. A Dánia ellen induló magyar huszárok egyik tisztjeként ott volt Fejérváry Géza későbbi miniszterelnök is.
Csehországon áthaladva egyesültek egy 46 000 fős porosz sereggel. A két haderő parancsnokságát Friedrich von Wrangel gróf, porosz vezértábornagy vette át. Ő korábban, 1848-ban, az első Schleswig-holsteini háború során a német szövetségi csapatokat irányította. Rendsbugban a poroszok megfenyegették a poroszokkal ellenséges szász–hannoveri erőket, hogy készek fegyvert használni ellenük, ha nem adnak szabad utat.

### A háború első szakasza (februártól április végéig)
A 75 000 főből álló egyesült osztrák-porosz csapatokkal szemben a dán hadsereg kb. 30 000 embert tett ki. A dán erők egy része visszahúzódott a jól erődített Dybbøl-sáncokba (német nevén Düppeler-sáncokba).
A háború első és legtöbb összecsapását a császári hadsereg vívta a dánok ellen. Gróf Gondrecourt tábornok ún. vasdandárja február 3-án benyomult Schleswigbe, átkelve az Eideren. A dán haderő egy része az Eider (Ejderen) folyó és Schlei (Slien) fjord között húzódó Danevirke („dán-sánc”) mögé húzódott az osztrák sereg elől. A dán hadsereg védelme Dybbøl és Fredericia erődjeire támaszkodott, amelyek egy-egy földnyelvet őrizve biztosították a szigetekre való visszavonulást.

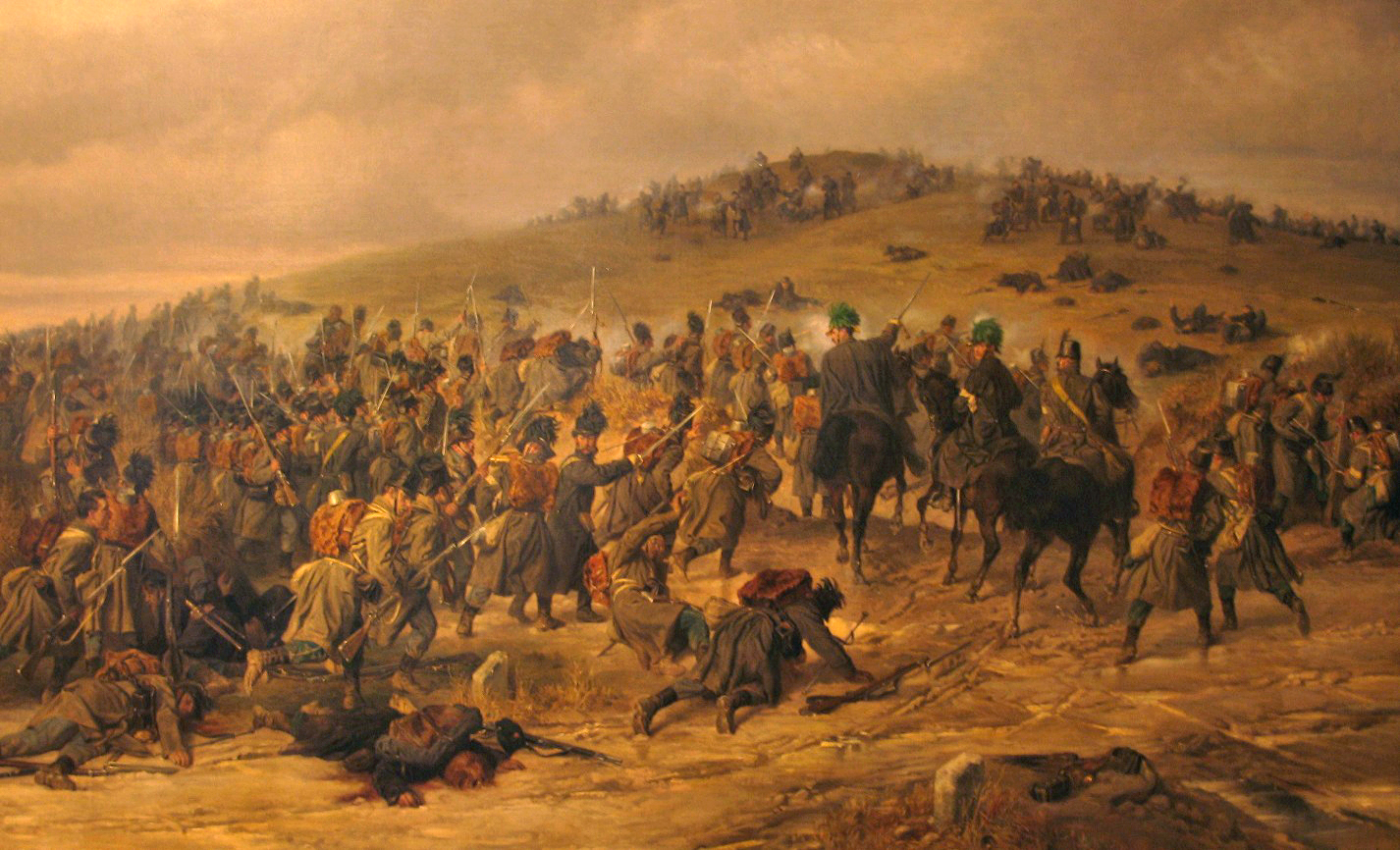
Osztrák roham az oberselki Királydomb ellen

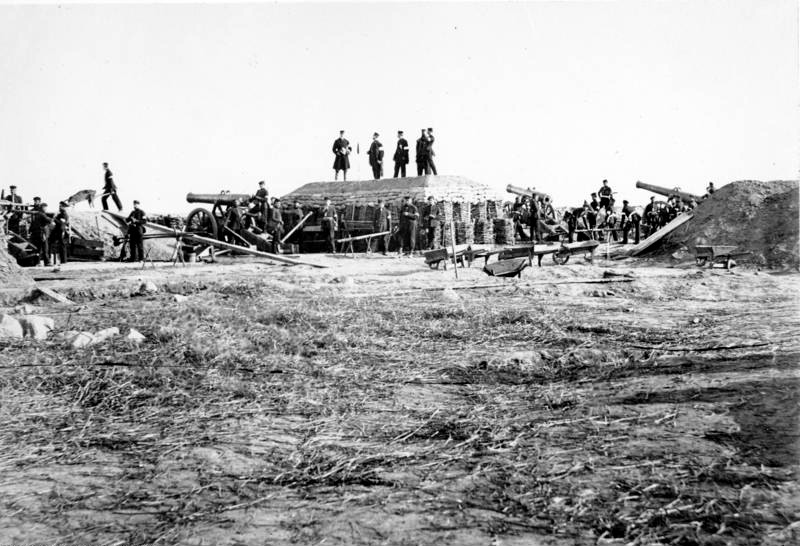
Az elfoglalt Dybbøl- (Düppeler-) sáncok, 1864. április 18. (korabeli fénykép)

Február 3-án az osztrák 18. vadász-zászlóalj (k.u.k. 18. Jägerbataillon) a Schlei közelében, Oberselk község határában győztes ütközetet vívtak a Königshügel (Királydomb) elfoglalásáért, ezzel kivonulásra kényszerítették a dán sereget a sáncok mögül. Három nappal később február 6-án az osztrák parancsnokok három magyar huszárszázadot küldtek visszavonuló dán sereg üldözésére. A magyar csapat elővédje Flensburgnál érte utol a dánokat, ahol egy túlerőben levő dragonyosszázaddal valamint gyalogsággal találta szembe magát. A rossz terepviszonyok és a gyalogsági tűz ellenére a magyar huszárok vakmerő rohammal és gyors manőverekkel megfutamították a dánokat. Az ellenség a magyarok bátorságának nagy elismeréssel adózott.
Napokon belül már a Jütland területén jártak a császári csapatok, bár a télutói hideg eléggé megviselte a katonákat. Február 6-án von Gablenz utolérte a visszavonuló dán utóvédeket, és az oeverseei csatában (dán nevén: Oversø) nyílt mezőn lerohanta a dánokat.
A jütlandi Vejlénél még egy győzelmet könyvelhetett el von Gablenz. Ekkor a poroszok még mindig a Dybbøl-sáncok előtt vesztegeltek. Április 18-án erős nehéztüzérségi tűz után a poroszok sikeres támadással bevették a sáncokat, ezután igyekeztek benyomulni a dán törzsterületekre, egyesülve az osztrák csapatokkal. A porosz erők mindkét dán védőerődöt bevették, a dán hadsereg azonban Als (Alsen) és Fyn (Funen) szigeteire visszavonulva biztonságban elsáncolta magát, és védelemre rendezkedett be. A támadók előnyomulása elakadt, a háború elhúzódni látszott, a brit és francia beavatkozás kockázata megnőtt. Az osztrák-porosz flottacsoport, Wilhelm von Tegetthoff altengernagy parancsnoksága alatt 1864. május 9-én megütközött Edouard Suenson dán admirális flottájával, az akkor Nagy-Britanniához tartozó Helgoland szigete mellett. Súlyos veszteségeket okozó tűzpárbaj után mindkét flotta visszavonult, de a német kikötők felszabadultak a dán flotta blokádja alól. A helgolandi csata nem változtatott a háború általános menetén. A hadviselő felek egyezkedni kezdtek, május elején tűzszünet jött létre.

### A háború második szakasza (májustól július elejéig)
1864. április 30-án Helmuth von Moltke vezérőrnagyot, a porosz királyi hadsereg vezérkari főnökét, a dániai hadműveletek tervezőjét kinevezték a szövetséges német haderők egyesített vezérkarának főnökévé. Moltke megjelenése a hadszíntéren gyökeres változást hozott a háború menetében. A két hónapos tűzszünet alatt Moltke gondosan előkészítette a végső támadást. Június 29-én a német haderő megrohanta és elfoglalta Als szigetét. A támadó csapatok néhány napon belül elérték a Jütland-félsziget északi végét, ezzel a Dánia szárazföldi területe teljes egészében német megszállás alá került. A dán kormány – aki hiába várta a brit vagy francia fellépést – fegyverszünetet kért, elfogadva a német szövetségesek békefeltételeit.

### A háború lezárása
Bécsben mindenki kitörő örömmel ünnepelte a győzelmet. 1864. október 30-án aláírták a bécsi békét: Dánia elvesztette a háborút, miután hiába próbálta elérni, hogy akár Nagy-Britannia, akár Franciaország fegyveresen beavatkozzék a harcba.
A békekötés megszüntette a perszonáluniót, Keresztély dán király lemondott a hercegségekről, és kötelezte magát minden rendelkezés elfogadására, amit a két győztes hatalom a hercegségek ügyében hoz. Schleswig porosz, Holstein osztrák kézbe került.

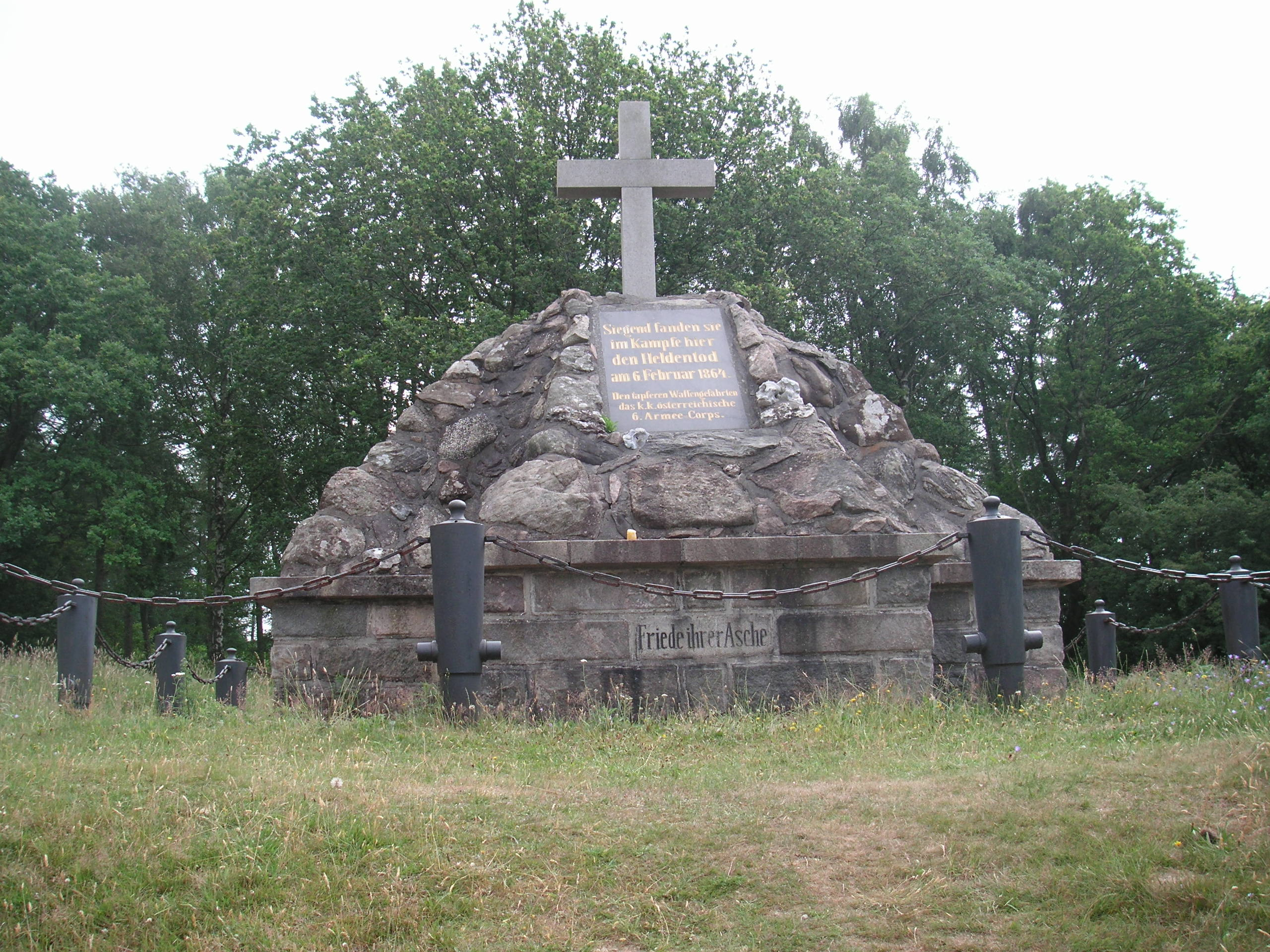
A császári hadsereg elesett katonáinak emlékműve Oeversee-ben.

## A háború következményei
Ferenc József azonban nem vette észre, hogy Bismarck lépre csalta őt a szövetséggel. A porosz kancellár ezután már nyíltan készülődött az Ausztria elleni háborúra. A két hercegség megszerzése csak újabb viszály magvát hintette el, ezúttal a két győztes hatalom között.
Dániában a vereség súlyos politikai, gazdasági és társadalmi válságot hozott, amelyből az ország csak nehezen állt talpra.
Christian Friedrich Brandt német fotográfus (1823–1891), aki a krími háború tábori fényképészeként Európa legkorábbi harctéri fényképeit készítette, a schleswig-holsteini hadszíntereken is számos fényképet készített, e kordokumentumokat ma levéltárak és gyűjtemények őrzik.